# Temperering
Temperering, temperatur eller tempererad stämning är en praxis vid stämning av musikinstrument, där intonationen av en skala sätts till fasta värden. Detta är främst nödvändigt på instrument med fast intonation, exempelvis piano, orgel och bandad gitarr. Flera standarder, så kallade temperaturer, förekommer.

## Allmänt
Rena intervall härleds ur den harmoniska deltonserien och har genom historien använts för att konstruera olika typer av skalor och ackord. Intervallens exakta intonation, eller storlek, varierar dock beroende på plats eller funktion i musiken. När tonerna ur den harmoniska övertonserien ordnas i exempelvis en vanlig durskala uppstår flera problem, bland annat i förhållandet mellan kvint och oktav (det pytagoreiska kommat). Detta ställer till problem på instrument med fast tonhöjd, eftersom det inte finns någon möjlighet att anpassa intonationen under själva framförandet. För att lösa problemet måste man ersätta vissa närliggande toner med en mellanliggande ton, en kompromiss.
Genom historien har det utvecklats många olika temperaturer. I modern musik har det blivit standardiserat med liksvävande temperatur.

## Oliksvävig temperering

### Pythagoreisk stämning
Pythagoreisk stämning är strikt sett inte ett system för temperering. Anledningen är att systemet enbart bygger på rationella förhållanden mellan toner. Alla toner är alltså "rena" i förhållande till minst en annan ton och inte tempererade i betydelsen altererade. I praktiken innebär dock denna distinktion ingen större skillnad för den musiker som ska applicera systemet på sitt instrument med hjälp av en stämapparat.

### Medeltonstemperering
Under renässansen och den tidiga barocken prioriterades renheten hos stora terser på bekostnad av att kunna spela i många tonarter. Vid medeltonstemperering har det pytagoreiska kommat fördelats så att de stora terserna blir så rena som möjligt; detta sker på bekostnad av renheten hos kvinter och små terser. Nackdelen är att man måste hålla sig inom ett begränsat antal tonarter: Inom 5-7 durtonarter och 3-5 molltonarter gynnar medeltonstemperering klangskönheten mer än andra alternativ. På grund av att intervallen svävar olika mycket får olika tonarter olika karaktär. 
Den nya musiken krävde emellertid allt fler tonarter. Det problemet kunde man lösa genom att sätta in fler toner och tangenter i varje oktav. Man delade helt enkelt en del av övertangenterna, till exempel ess/diss, giss/ass & b/ais i en undre och en övre halva. Redan under slutet av 1400-talet hade orglarna i San Petronio, Bologna, delade övertangenter, subsemitoner, och under 1600-talet kunde Matthias Weckmann i Hamburgs Sankt Jacobi med hjälp av subsemitoner spela rena treklanger till och med i Fiss-dur.
Somliga, särskilt inom HIP-rörelsen, menar att musik från tiden före Johann Sebastian Bach klingar bäst i medelton. Musikforskaren Hans Davidsson menar att denna musik låter tråkig på liksvävande instrument. Det beror på att musikens faktur bygger på de rena tersklangerna.

### ”Vältemperering”

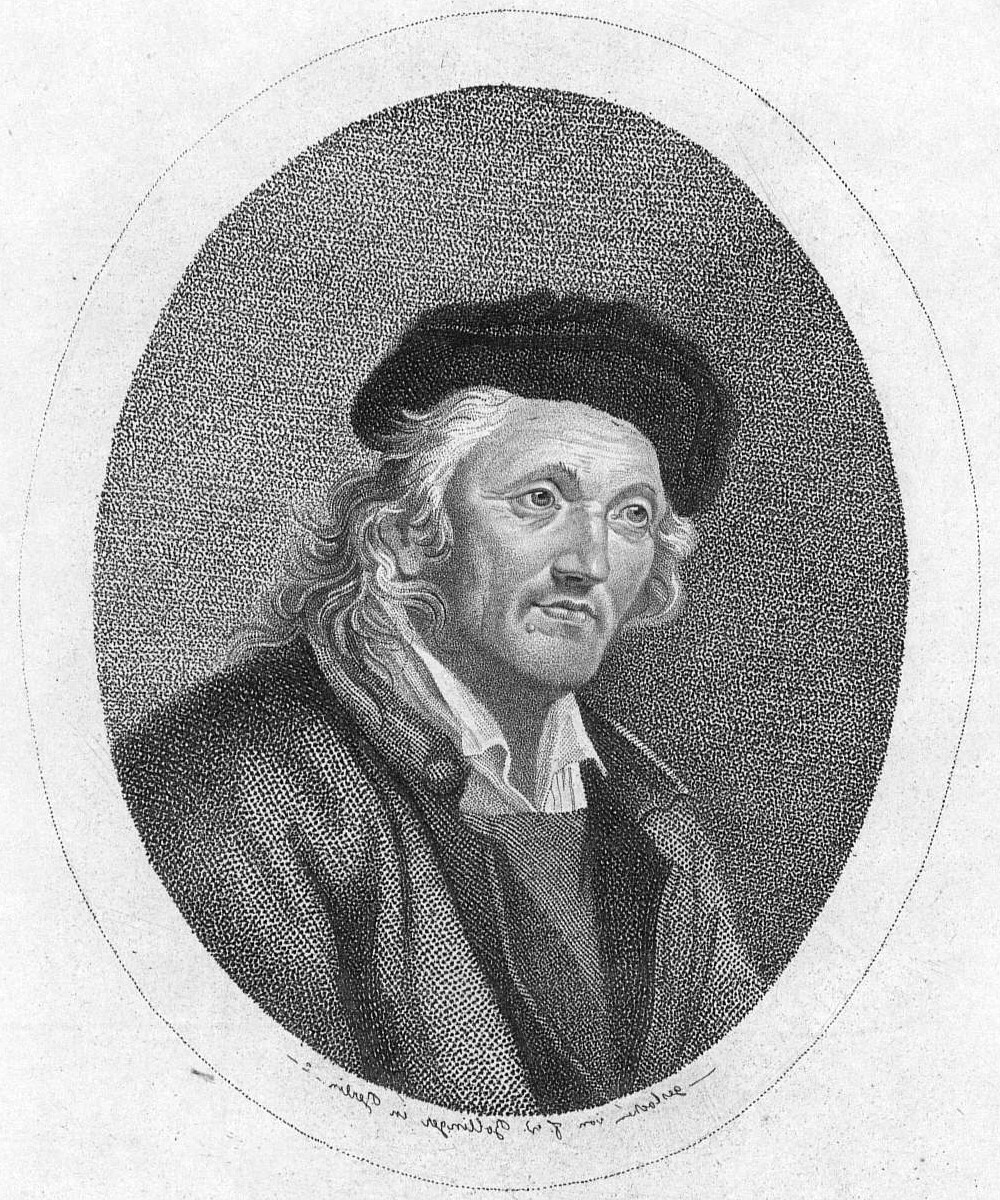
Johann Philipp Kirnberger

Under 1700-talet växte önskemålen att kunna spela i alla tonarter. Man experimenterade därför med att modifiera medeltonsstämningen. Nya typer av tempereringar, uppkallade efter lanseraren, dök upp: Kirnberger efter bacheleven, tonsättaren och musikteoretikern Johann Philipp Kirnberger (1721-1783), Neidhardt efter organisten, komponisten och teoretikern Johann Georg Neidhardt (1685-1739), Werckmeister efter orgelbyggaren och matematikern Andreas Werckmeister (1645-1706), och så vidare. Intervallen hade fortfarande olika svävning och fortfarande kunde man skilja tonarterna åt genom deras olika karaktär, men utvecklingen gick mot det som komma skulle. Musik från och med Johann Sebastian Bach fungerar ofta bäst med dessa som har kommit att kallas vältempererad stämning.

## Liksvävande temperatur
Under 1800-talet började det så småningom propageras för en helt liksvävande temperatur; dock under högljudda protester från sångare och musiker: ”Det går inte att sjunga, det låter inte rent”. Det pytagoreiska kommat spreds ut lika över alla tolv intervallen i en oktav. Det finns därför inga rena intervall på ett piano utom oktaverna men inte heller några alltför orena. Eftersom alla tonarter har lika intervall finns det inte längre någon karaktärsskillnad mellan dem. För nyare musik används normalt visserligen liksvävighet men det finns verk som låter alldeles ypperligt i medelton eller med någon av tempereringarna i föregående stycke.

### Webbkällor
- Intonation i Johann Sebastian Bachs Tyskland[död länk].
- Stämning och temperering i Nordtyskland under 1600- & 1700-talet[död länk].
- Svävningar vid olika tempereringar.
- Tentamen i vågrörelselära[död länk].